# Bertone Birusa
La Bertone Birusa è una concept car realizzata dalla Bertone, su meccanica BMW, nel 2003.

## Denominazione
La denominazione scelta per il prototipo è mutuata dalla lingua piemontese nel quale l'espressione "birusa" ha il significato di "audace" o " ardimentosa". È possibile che nella scelta di tale denominazione si sia voluta omaggiare la figura di Eva Marzone, nota negli ambienti sportivi con il nomignolo di "Birusa", che fu una corridrice motociclistica torinese degli anni trenta, particolarmente nota in Piemonte.

## Tecnica
Presenta al Salone di Ginevra 2003, la vettura, in configurazione roadster, era dotata di un telaio monoscocca in alluminio derivato da quello della BMW Z8 e di un propulsore da 4,9 litri V8 dalla potenza di 400 CV gestito da un cambio manuale a sei marce. Per l'apertura non erano presenti chiavi ma un comando vocale realizzato dalla Loquendo. Le portiere erano integrate nel tettuccio ed erano composte da un vetro ad alta resistenza del calore ricoperto da una pellicola PVP. Integrava inoltre un sistema a raggi infrarossi per la guida notturna realizzato dalla Valeo.